# Échelle Delisle
Pour les articles homonymes, voir Delisle.
L'échelle Delisle est une échelle de température conçue en 1732 par l'astronome français Joseph-Nicolas Delisle (1688-1768), auteur de Mémoires pour servir à l'histoire et aux progrès de l'Astronomie, de la Géographie et de la Physique (1738).
Il avait été invité à travailler en Russie par Pierre le Grand, et il y fabriqua des thermomètres au mercure. Initialement, son échelle avait son zéro au point d'ébullition de l'eau et mesurait la contraction du mercure (avec la baisse de température) en cent-millièmes. L'échelle Celsius elle aussi croissait avec le froid à ses débuts ; c'est en 1743 que l'échelle sera inversée (une innovation souvent attribuée, à tort, à Carl von Linné, mais mise en place par Jean-Pierre Christin,) pour donner le degré Celsius que nous connaissons maintenant.
Les thermomètres Delisle comptaient en général 2 400 graduations, ce qui était approprié pour les hivers de Saint-Pétersbourg. En 1738, Josias Weitbrecht (1702–1747) recalibra l'échelle Delisle en fixant à 150 degrés le point de congélation de l'eau. Les thermomètres Delisle resteront en usage en Russie pendant près d'un siècle.
Ainsi l'unité de cette échelle, le degré Delisle, vaut -2/3 d'un kelvin (ou d'un degré Celsius) et le zéro absolu vaut 559,725 degrés Delisle.
Le lien ci-dessous illustre un thermomètre ancien, fabriqué vers 1758 par George Adams (1709-1772) de Fleet Street, Londres, fabricant d'instruments mathématiques pour le roi George III (à partir de 1756). On y voit quatre échelles de température en usage à l'époque : Newton, Delisle (que les Britanniques écrivent « de Lisle »), Fahrenheit et Réaumur.
- Thermomètre de George Adams

## Autres échelles de température
Différentes échelles sont utilisées pour mesurer la température : l’échelle Newton (établie vers 1700), Rømer (1701), Fahrenheit (1724), Réaumur (1731), Delisle (1738), centigrade (de Celsius) (1742), Rankine (1859), kelvin (1848), Leyden (ca. 1894 ?), Celsius (1948).
| Échelle → Température ↓                                                             | Kelvin          | Celsius       | Centigrade (historique) | Fahrenheit | Fahrenheit | Fahrenheit     | Rankine         | Delisle | Newton | Réaumur | Rømer   |
| Échelle → Température ↓                                                             | Kelvin          | Celsius       | Centigrade (historique) | originelle | historique | actuelle       | Rankine         | Delisle | Newton | Réaumur | Rømer   |
| ----------------------------------------------------------------------------------- | --------------- | ------------- | ----------------------- | ---------- | ---------- | -------------- | --------------- | ------- | ------ | ------- | ------- |
| Zéro absolu                                                                         | 0               | −273,15       | −273,197                |            |            | −459,67        | 0               | 559,725 | −90,14 | −218,52 | −135,90 |
| Plus basse température naturelle relevée à la surface de la Terre par télédétection | 180,0           | −93,2         |                         |            |            | −135,8         | 323,9           | 289,8   | −30,8  | −74,6   | −41,4   |
| Mélange eau/sel de Fahrenheit                                                       |                 |               |                         | 0          |            |                |                 |         |        |         |         |
| Origine de l'échelle Celsius moderne                                                | 273,15          | 0             |                         |            |            | 32             | 491,67          | 150     | 0      | 0       | 7,5     |
| Point de fusion de l'eau (à pression atmosphérique)                                 | 273,150 089(10) | 0,000 089(10) | 0                       | 32         | 32         | 32,000 160(18) | 491,670 160(18) | ≈ 150   | ≈ 0    | ≈ 0     | ≈ 7,5   |
| Point triple de l'eau                                                               | 273,160 0(1)    | 0,010 0(1)    |                         |            |            | 32,018 0(18)   |                 |         |        |         |         |
| Température moyenne à la surface de la Terre                                        | 288             | 15            |                         |            |            | 59             | 518,67          | 127,5   | 4,95   | 12      | 15,375  |
| Température moyenne du corps humain                                                 | 309,95          | 36,8          |                         |            |            | 98,24          | 557,91          | 94,8    | 12,144 | 29,44   | 26,82   |
| Plus haute température naturelle enregistrée à la surface de la Terre               | 329,8           | 56,7          |                         |            |            | 134            | 593,67          | 67,5    | 18,7   | 45,3    | 33,94   |
| Point d'ébullition de l'eau (à pression atmosphérique)                              | 373,133 9       | 99,983 9      | 100                     | ≈ 212      | 212        | 211,971        | 671,641         | 0       | 33     | 80      | 60      |
| Point de fusion du titane                                                           | 1 941           | 1 668         |                         |            |            | 3 034          | 3 494           | −2 352  | 550    | 1 334   | 883     |
| Température estimée de la surface du Soleil                                         | 5 800           | 5 526         |                         |            |            | 9 980          | 10 440          | −8 140  | 1 823  | 4 421   | 2 909   |
| 1. 2. 3. 4.                                                                         |                 |               |                         |            |            |                |                 |         |        |         |         |